# Maria Tallchief
Maria Tallchief, Elizabeth Marie Tall Chief (ur. 24 stycznia 1925 w Fairfax, zm. 11 kwietnia 2013 w Chicago) – amerykańska tancerka baletowa, solistka Ballets Russes i New York City Ballet, pierwsza primabalerina indiańskiego pochodzenia.

## Życiorys
Elizabeth Marie Tall Chief urodziła się w 1925 roku w Fairfax, w Oklahomie. Jej ojciec Alexander Joseph Tall Chief (1890–1959) był bogatym (dzięki dochodom z dzierżawy terenów naftowych) wodzem plemienia Osedżów, a matka Ruth miała pochodzenie szkocko-irlandzkie. Zainteresowana tańcem od najmłodszych lat, zaczęła pobierać lekcje jako trzylatka. Naukę baletu kontynuowała wraz z młodszą siostrą Marjorie (1926–2021) po przeprowadzce do Los Angeles i Beverly Hills, gdzie doświadczyła przejawów dyskryminacji i zmieniła pisownię nazwiska na „Tallchief”. Oprócz baletu, uczyła się wówczas stepowania, tańca hiszpańskiego i akrobatyki, a na lokalnych jarmarkach i wydarzeniach dobroczynnych prezentowała też z Marjorie stylizowane tańce indiańskie z elementami akrobatyki.
Mając 12 lat Betty Marie trafiła do szkoły baletowej Bronisławy Niżyńskiej, cenionej rosyjskiej tancerki i choreografki polskiego pochodzenia, siostry wybitnego tancerza Wacława Niżyńskiego. Pod jej kierunkiem poczyniła znaczne postępy i zadebiutowała jako piętnastolatka, tańcząc do koncertu Fryderyka Chopina na scenie Hollywood Bowl.
Po ukończeniu szkoły w 1942 roku Tallchief wyjechała do Nowego Jorku, gdzie – dysponując talentem i ważnym paszportem – otrzymała szansę wyjazdu na występy w Kanadzie z zespołem Ballet Russe de Monte Carlo. Po powrocie weszła w skład tego cenionego zespołu na stałe, chociaż odmówiła zmiany nazwiska na brzmiące z rosyjska „Tallchieva”, a jej rosyjskie koleżanki nie przepadały za bogatą rywalką o nieeuropejskim pochodzeniu.
W 1944 roku dyrektorem zespołu został wybitny gruziński choreograf George Balanchine, który docenił talent i urok Marii Tallchief, powierzając jej kolejne ważne role solowe, a dwa lata później – poślubiając ją. Rok później oboje wyjechali do Paryża, gdzie Balanchine obsadził Tallchief – jako pierwszą Amerykankę w historii – w swoich produkcjach na scenie Ballet de l'Opéra de Paris.
Po powrocie do USA Maria Tallchef została jedną z gwiazd nowo powstałego New York City Ballet. Stworzona specjalnie dla niej przez Balanchine'a (z którym rozwiodła się, ale pozostała związana zawodowo) trudna technicznie rola w Ognistym ptaku do muzyki Igora Strawinskiego przyniosła jej w 1949 roku sławę primabaleriny i uznanie w świecie baletu. Podobnie żywiołowa i wymagająca rola Tallchief w Dziadku do orzechów uczyniła w 1954 roku z tego zapomnianego baletu Piotra Czajkowskiego najpopularniejsze przedstawienie baletowe. Jej inne wybitne kreacje baletowe z tego okresu to m.in. szybkie, pełne pasji i popisów technicznych występy solowe w Jeziorze łabędzim i Orfeuszu.
Z nowojorską sceną baletową Maria Tallchief była związana do 1964 roku, występując gościnnie także w przedstawieniach baletowych m.in. w Chicago, San Francisco, Danii, Niemczech, Japonii i Ameryce Południowej. Jako solistka Ballet Russe de Monte Carlo otrzymywała w połowie lat 50. niespotykaną wówczas w balecie gażę w wysokości 2000 dolarów tygodniowo. W 1960 roku, jako pierwsza amerykańska tancerka, wystąpiła – u boku sławnego duńskiego tancerza Erica Bruhna – na deskach moskiewskiego Teatru Bolszoj.
W latach 60. XX wieku Tallchief tańczyła nie tylko role abstrakcyjne, ale i dramatyczne, m.in. w Miss Julie i Jardin aux Lilas. Wystąpiła też w wielu programach telewizyjnych, np. w The Ed Sullivan Show, a w 1952 roku zagrała w musicalu Million Dollar Mermaid (jako primabalerina Anna Pawłowa). W tym samym roku poślubiła pilota Elmourzę Natriboffa, z którym rozwiodła się dwa lata później. W 1966 roku, za namową Balanchine'a, przeprowadziła się do Niemiec, gdzie przez krótki czas była czołową tancerką Hamburg Ballet. Jedną z jej ostatnich ról jako tancerki była wówczas rola w Kopciuszku.
Po przejściu na taneczną emeryturę zamieszkała w Chicago, gdzie jej trzeci mąż Henry D. „Buzz” Paschen był w latach 1973–1979 dyrektorem Lyric Opera of Chicago. W 1974 roku założyła tam szkołę baletową, a w 1981 – wraz z siostrą Marjorie – teatr baletowy Chicago City Ballet. Do jego upadku w 1987 roku pełniła w nim rolę dyrektora artystycznego. Pomimo porażki tego projektu, gazeta Chicago Tribune nazwała ją „siłą w historii tańca w Chicago” pisząc, iż znacząco przyczyniła się do wzrostu popularności tej dziedziny sztuki w mieście.
W grudniu 2012 roku 87-letnia Maria Talchief złamała biodro. Zmarła 11 kwietnia 2013 w Chicago w wyniku komplikacji po urazie.

## Dziedzictwo
W 1989 roku nakręcono o Marii Tallchief film dokumentalny Dancing for Mr. B, w 2007 roku – dokument Maria Tallchief, a w 1997 roku ukazała się najważniejsza z jej wielu biografii – Maria Tallchief: America's Prima Ballerina, której współautorem był Larry Kaplan. Jej jedyna córka, urodzona w 1959 roku Elise Maria Paschen, została poetką i dyrektorką Poetry Society of America.
Tallchief była uważana za pierwszą wielką primabalerinę Ameryki i pierwszą tak wybitną tancerkę baletową pochodzenia indiańskiego. Wielokrotnie pisała i mówiła o swoim tubylczym dziedzictwie, występując przeciw dotyczącym Indian stereotypom i uprzedzeniom. Była zaangażowana w działalność organizacji America for Indian Opportunity i dyrektorką Indian Council Fire Achievement Award. Zaliczono ją do grupy Pięciu Księżyców – wybitnych indiańskich tancerek baletowych urodzonych w latach 20. XX wieku w Oklahomie, którą wraz Marią i Marjorie Tallchief tworzyły Yvonne Chouteau, Rosella Hightower i Moscelyne Larkin (mężem tej ostatniej był polski tancerz Roman Jasiński). Jak pisała sama Tallchief, „chciałam być ceniona jako primabalerina, która przypadkiem była tubylczą Amerykanką, a nigdy jako ktoś, kto był indiańską baleriną”.
„The New York Times” określił Marię Tallchief jako „najbardziej błyskotliwą z amerykańskich balerin XX wieku”. Ashley Wheater, dyrektor artystyczny Joffrey Ballet, twierdził, że dzięki swej technice, pasji i osobowości Tallchief utorowała drogę nowatorskim tancerzom, przełamując tradycyjne schematy klasycznego baletu i bariery etniczne w świecie sztuki zdominowanej dotąd przez Rosjan i innych Europejczyków. Po jej śmierci pisano, że była nie tylko wielką tancerką, ale prawdziwą artystką, która wnosiła do baletu nowatorstwo i własną osobowość.
W Oklahomie uhonorowano zarówno światowe osiągnięcia baletowe Marii Tallchief, jak i jej dumę z własnego pochodzenia. 29 czerwca 1959 roku ogłoszono tam Dniem Marii Tallchief. Jej postać znajduje się wśród indiańskich baletnic uwiecznionych przez artystę Marka Larsena z plemienia Czikasawów na muralu Flight of Spirit w budynku parlamentu stanowego w Oklahoma City, a także wśród tancerek z pomnika The Five Moons odsłoniętego w 2007 roku w siedzibie Tulsa Historical Society w Tulsa. Plemię Osedżów uhonorowało ją imieniem Wa-Xthe-Thomba (Kobieta Dwóch Światów).
Indiański kompozytor z Oklahomy Louis Ballard (Quapaw-Cherokee) skomponował muzykę do baletu The Four Moons, który obejmował solo poświęcone Tallchief i miał premierę w 1967 roku na Oklahoma Indian Ballerina Festival. W 1999 roku Lili Cockerille Livingston opisała Marię Tallchief w biografii American Indian Ballerinas.
W 1996 roku Maria Tallchief otrzymała nagrodę artystyczną Kennedy Center Honors za całokształt osiągnięć (w tym samym roku otrzymali ją także Edward Albee, Benny Carter, Johnny Cash i Jack Lemmon). Jej imię wpisano do amerykańskiego Narodowego Panteonu Sławy Kobiet (ang. National Women's Hall of Fame), a waszyngtoński Press Club dwukrotnie nominował ją na Kobietę Roku. Dwukrotnie trafiła też na listę artystów nagrodzonych przez Dance Magazine, w 1999 roku otrzymała ustanowiony przez Kongres Stanów Zjednoczonych National Medal of Arts, a w 2006 roku nowojorskie Metropolitan Museum of Art uhonorowało ją wystawą A Tribute to Ballet Great Maria Tallchief.
W 2023 roku System Rezerwy Federalnej wyemitował upamiętniające Marię Tallchief monety: jednodolarową monetę okolicznościową, okolicznościową monetę ćwierćdolarową oraz srebrną monetę kolekcjonerską o nominale ¼ dolara.